# Bruno Saby
 (janvier 2021).
Si vous disposez d'ouvrages ou d'articles de référence ou si vous connaissez des sites web de qualité traitant du thème abordé ici, merci de compléter l'article en donnant les références utiles à sa vérifiabilité et en les liant à la section « Notes et références ».
Pour les articles homonymes, voir Saby.
Bruno Saby, né le 23 février 1949 à La Tronche (Isère), est un pilote automobile français. Il a remporté deux victoires majeures  d'abord sur Peugeot 205 Turbo 16, lors du tragique Tour de Corse 1986, au cours duquel Henri Toivonen et son copilote Sergio Cresto trouvèrent la mort, puis sur Lancia Delta au rallye Monte-Carlo 1988. En Rallye-Raid, il remporte le Paris-Dakar 1993 et remporte la Coupe du monde des rallyes tout-terrain en 2005.

## Biographie
Bruno Saby commence la compétition en rallye régionaux en 1967, en prenant le volant de la Citroën Ami 6 familiale, et copiloté par son père Augustin. En 1971, il participe à son premier rallye de Monte-Carlo au volant d'une Ford Capri paternelle.
En 1973, il s'essaye à la monoplace et au circuit, et devient finaliste du Volant Elf au Castellet où il termine troisième. Il fera une saison de Formule Renault en 1975.
En 1978, il devient le second champion de France de rallycross sur Alpine berlinette A110 Squale 1600 (avec treize succès), après avoir été vice-champion de France sur ce même véhicule l'année précédente, derrière Jean Ragnotti, le premier lauréat.
En 1980, il offre ses premiers points en championnat du monde des rallyes à la nouvelle Renault 5 Turbo, grâce à une 4e place acquise lors du Tour de Corse. L'année suivante, en 1981, il devient champion de France des rallyes sur cette même voiture. Fidèle à Renault, il pilotera ensuite les versions "Cévennes" puis "Tour de Corse" de la R5 Turbo, aux couleurs du garage Bozian et de Philips Autoradio, toujours aux côtés de son leader Jean Ragnotti, avec lequel il développera la version Maxi 5, qu'il ne pilotera pas en compétition. Car après sa participation aux Rallye des 1000 Lacs 1984, conclue par une honorable 8e place, il est embauché par l'équipe Peugeot pour piloter la 205 Turbo 16, avec un petit programme en tant que pilote de développement en championnat du monde. Il travaille alors sur la mise au point de "l'Evolution 2" de la voiture, avec laquelle il finira second du Tour de Corse 1985, derrière Jean Ragnotti sur la nouvelle Maxi 5 Renault. Cette même année, son habituel copilote, Jean-François Fauchille termine troisième du rallye d'Argentine, aux côtés de l'ancien champion de Formule 1, Carlos Reutemann.

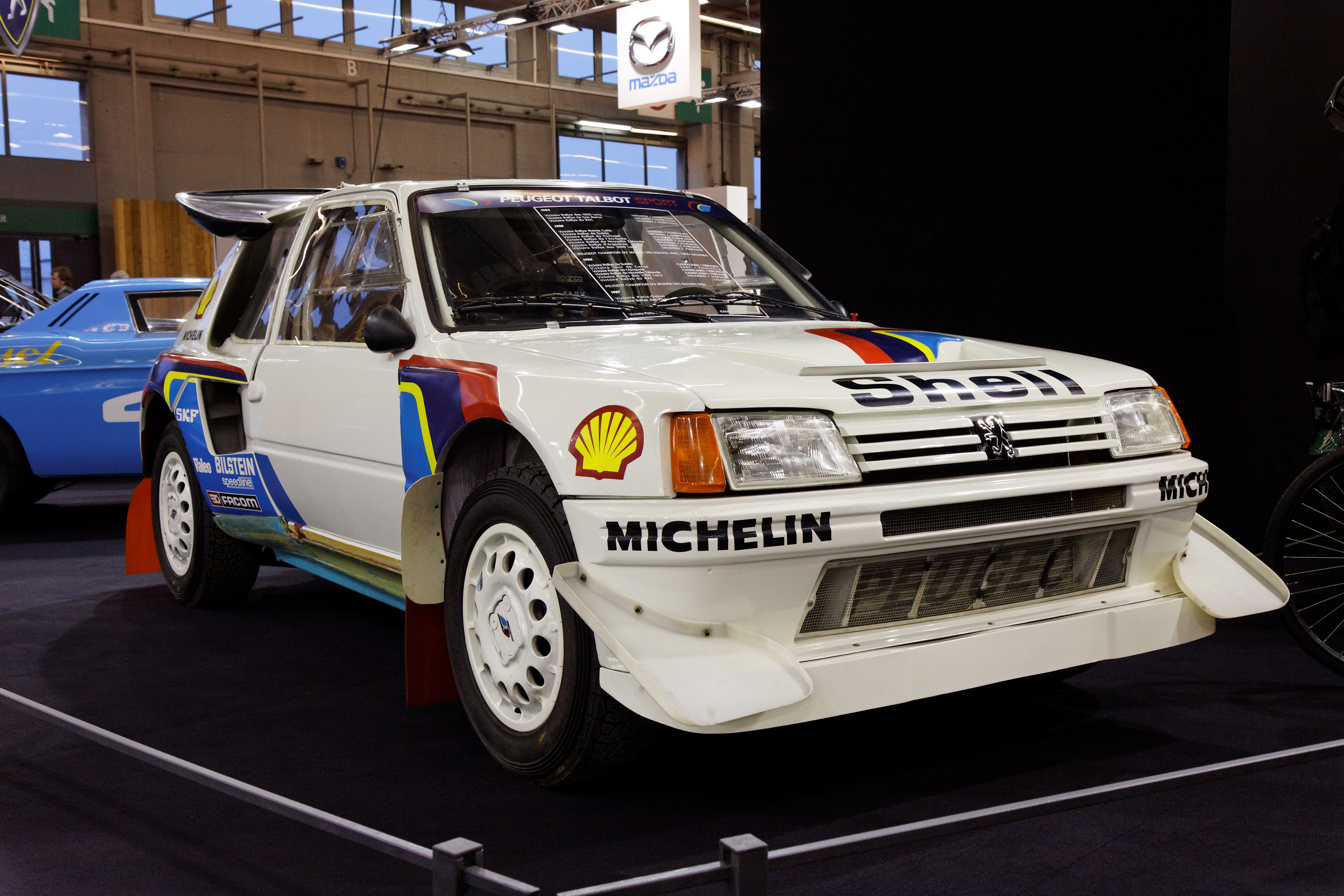
Vainqueur du Tour de Corse 1986 avec la 205 Turbo 16.

En 1986, il pointe un instant à la 3e place du championnat du monde, après sa victoire au dramatique Tour de Corse, suivi par un podium à l'Acropole. Mais son mini-programme en mondial ne lui permet pas de défendre cette place, et sa dernière participation à un rallye de Groupe B, à la suite de l'interdiction de ces véhicules pour 1987, se solde par une mise hors course, avec tous ses équipiers, lors du tristement célèbre Rallye de San Remo 1986. Sollicité par Jean Todt, le directeur sportif de Peugeot Talbot Sport, pour participer aux épreuves de rallyes-raids au volant des 205 modifiées, Bruno préfère décliner la proposition, de peur de ne plus pouvoir revenir rouler en rallyes traditionnels.

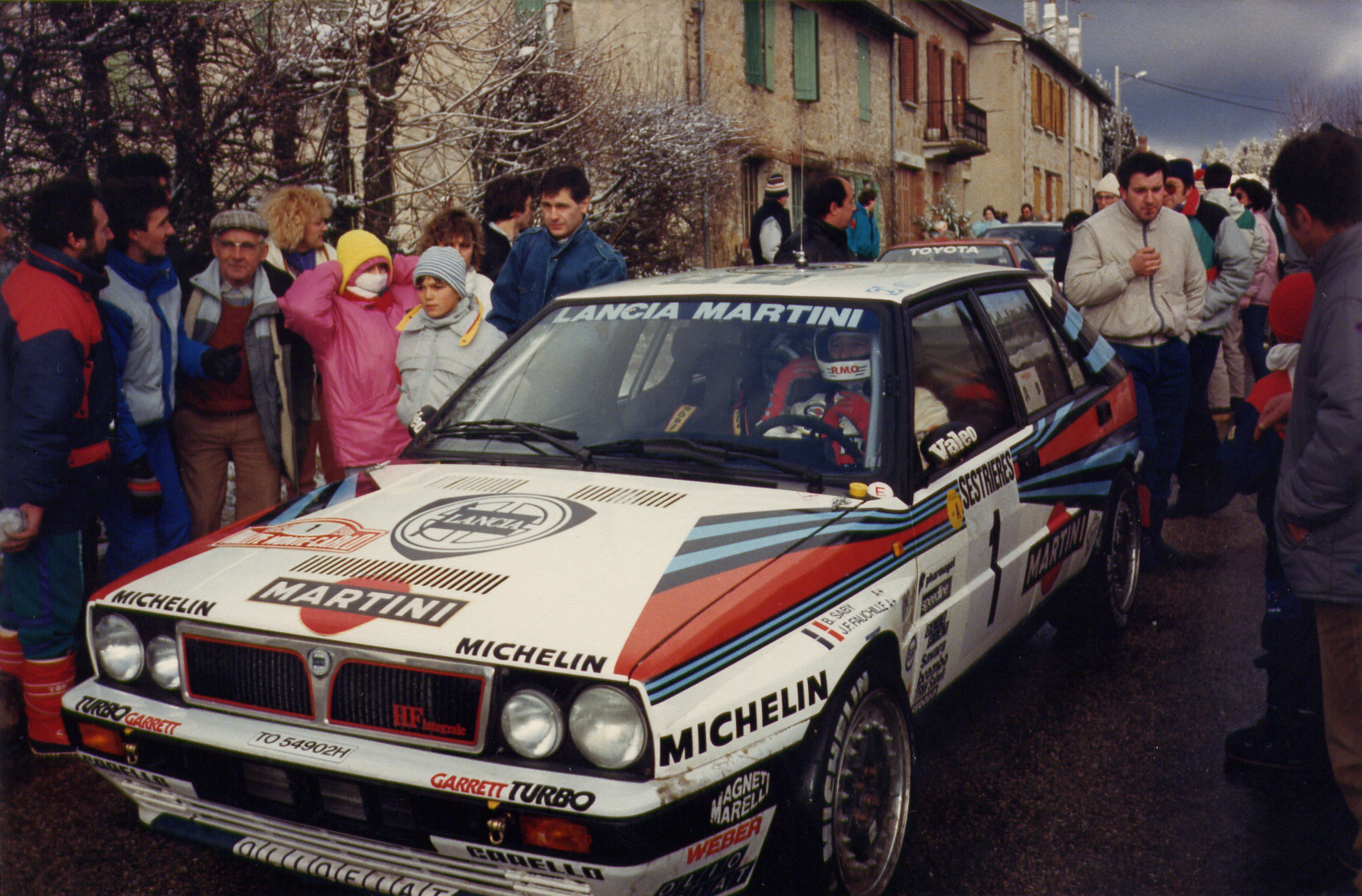
Numéro 1 au MC 1989 sur Lancia Delta Integrale, car vainqueur du avec la Lancia Delta HF 4WD.

Bruno Saby accepte l'offre de Cesare Fiorio pour rejoindre le team Lancia Martini, toujours avec un petit programme en Championnat du monde des rallyes à la clé et remporte notamment le Rallye Monte-Carlo 1988 (de).

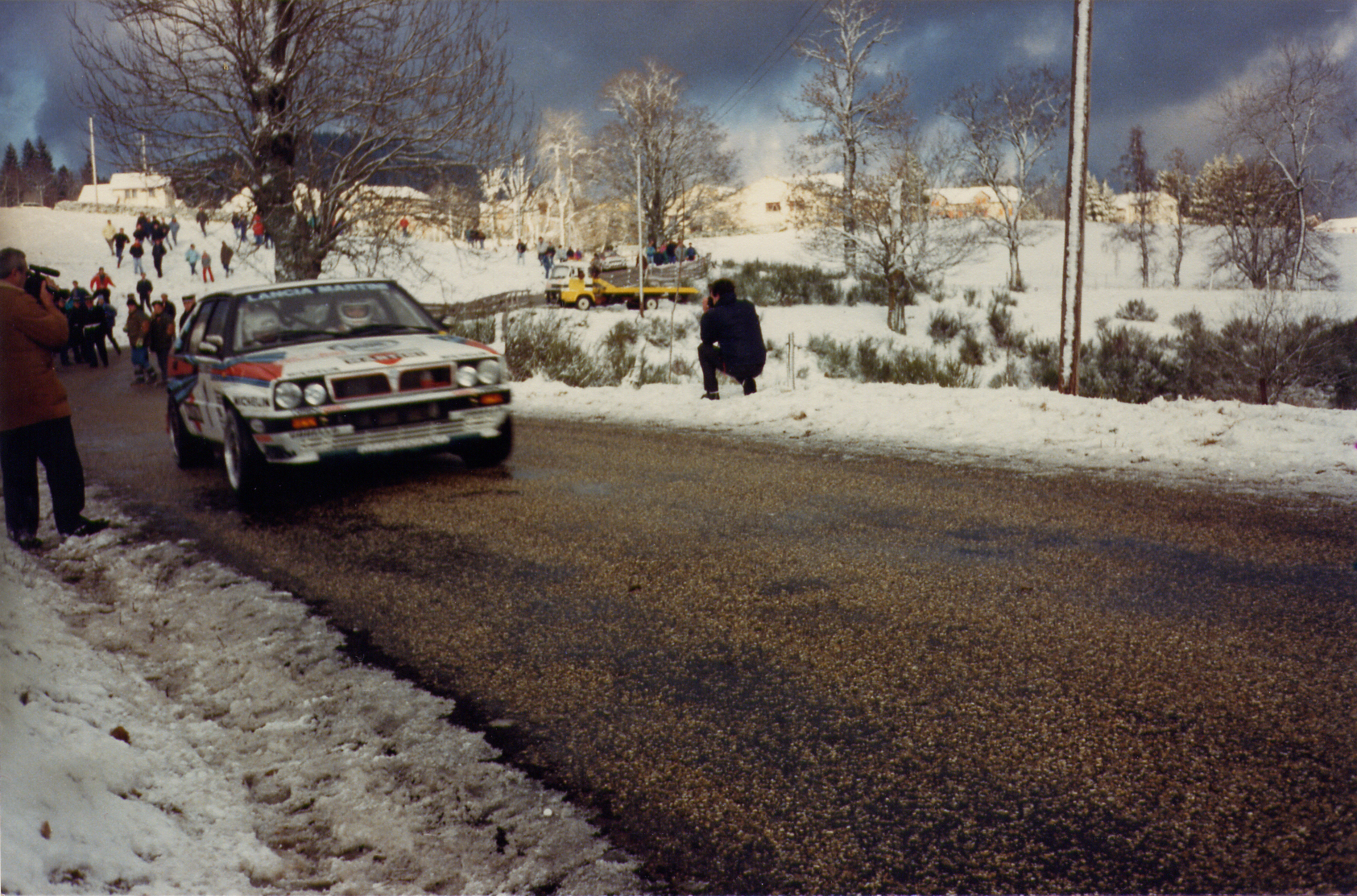
Monte-Carlo 1989 encore, au village de Lalouvesc.

À côté de cela, il participe aussi, en 1988, au championnat de France de rallycross, au volant d'une Lancia Delta S4 ex-Groupe B.
Il terminera la saison à la place de vice-champion, derrière Guy Fréquelin et sa 205 Turbo 16 E2. Fidèle à Lancia, de 1987 à 1991, il crée sa propre structure, Grenoble Sport Auto, afin de pouvoir s'élaborer un programme complet en championnat de France des rallyes, ainsi qu'en championnat de France des rallyes sur terre.

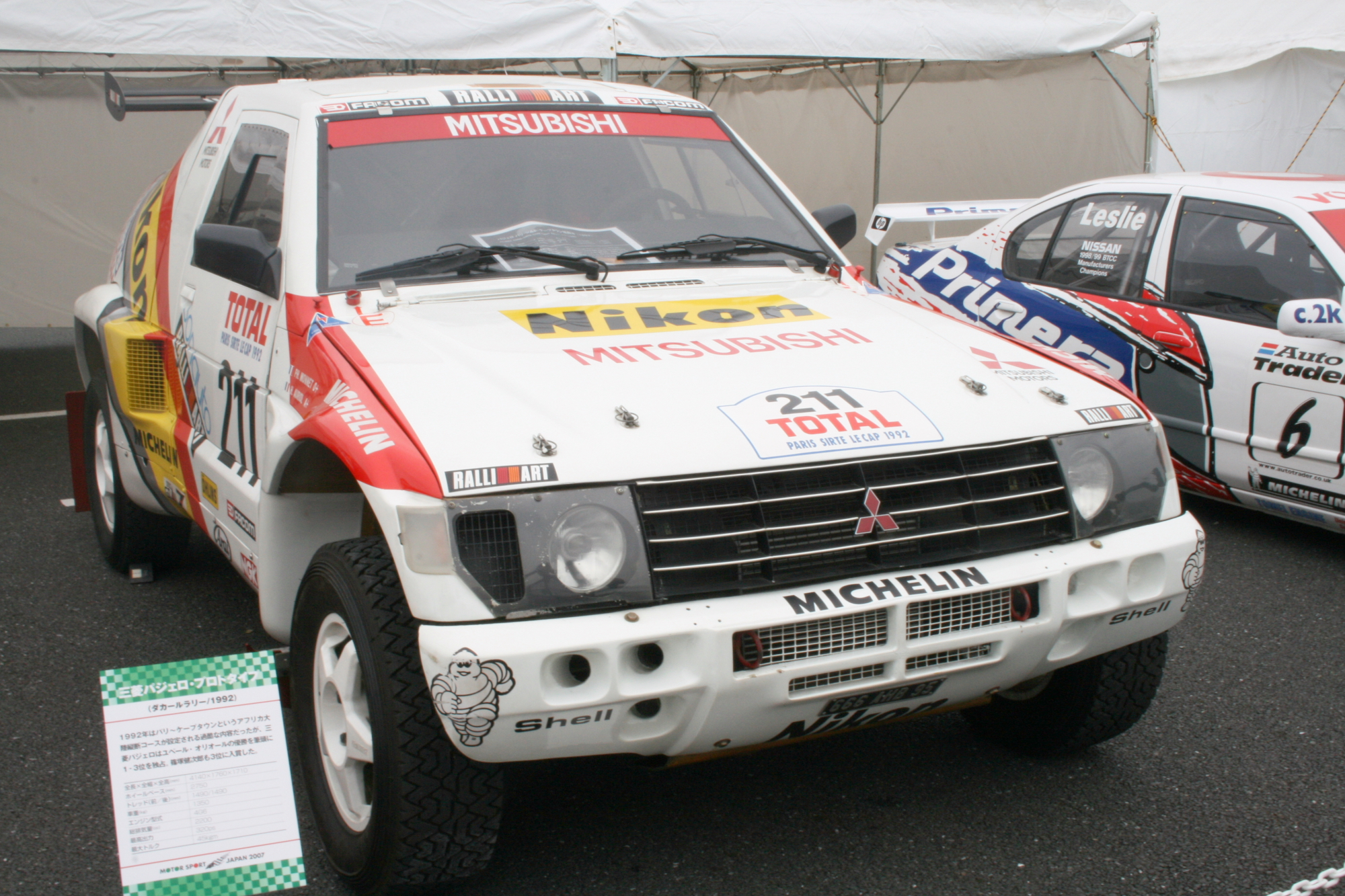
Vainqueur du Rallye Dakar 1993 avec le Mitsubishi Pajero. (Ici la voiture victorieuse de Huber Auriol, lors du Paris-Le Cap 1992)

Il devient ensuite pilote de rallye-raid pour Mitsubishi, marque avec laquelle il remporte le Paris-Dakar en 1993, sur son Pajero, puis pour Ford, avec le Ranger Pro Truck et enfin pour Volkswagen.

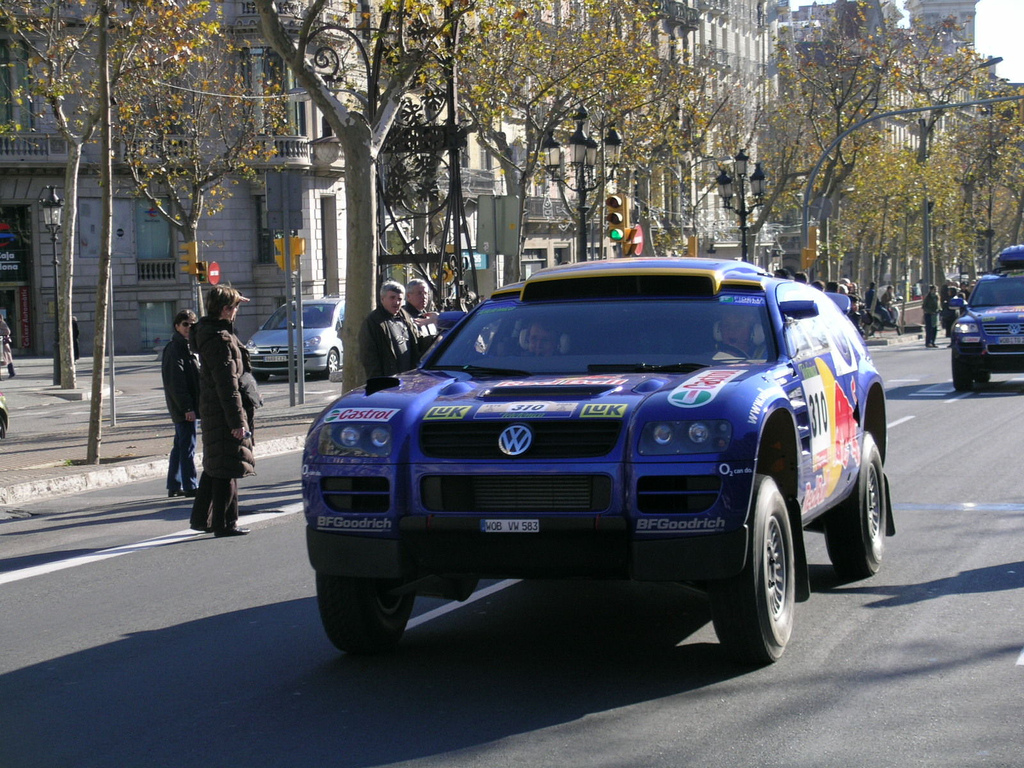
Vainqueur de la Coupe du monde des rallyes tout-terrain en 2005 avec le Volkswagen Race Touareg.

Avec Volkswagen, il remporte également la Coupe du monde des rallyes tout-terrain en 2005, au volant d'un Race Touareg.
En 2008, Bruno Saby pilote une BMW X3, en remplacement de Colin McRae tragiquement décédé dans un accident d'hélicoptère. Il annonce sa retraite le 19 juillet 2008, lors de la Baja España-Aragón, en Espagne. À la fin d'une spéciale, Bruno est sorti de sa voiture et s’est dirigé vers son team-manager, Sven Quandt pour lui annoncer, « J’arrête ». « Je ne veux pas faire la course de trop, le virage de trop. Je ne veux pas finir, désenchanté, aigri ou pire cassé, sur une course qui finirait mal. Soudain, je vois un éclair en moi, ma décision est prise à chaud ». Il scelle ainsi la fin d'une longue et merveilleuse carrière en sport automobile, qui aura duré pas loin de 40 années et durant laquelle il aura totalisé dix-sept victoires en championnat de France des rallyes, et cinq autres en catégorie « terre ». En janvier 2009, il sort son autobiographie, aux éditions Glénat, 40 ans de bonne conduite. L'occasion pour lui, de revenir sur sa carrière, et d'en révéler ses coulisses, comme son « horrible mal des transports » lors de ses débuts. En janvier 2010, il termine troisième du Rallye Monte-Carlo Historic, au volant d'une Alpine A110 Berlinette copiloté par Denis Giraudet.

## Palmarès

### Titres en rallyes et rallyes-raids
- Champion de France des Rallyes 1981 (copilotes Joseph Sévelinge et Françoise Sappey) - Renault 5 Turbo Groupe 4
- Double champion de France des Rallyes Terre 1990 et 1991 (copilote Daniel Grataloup) - Lancia Delta HF Integrale 16v Groupe A
- Vainqueur de la Coupe du monde des rallyes tout-terrain 2005, (copilote Michel Périn) - Volkswagen Touareg. (vainqueur des Rally Por las Pampas (Argentine), Moroccan Rally (Maroc), et Rally d’Orient (Turquie), second au Pharaons, et cinquième du Dakar).
- Vice-champion de France des rallyes 1983 (copiloté par le britannique Chris Williams) - Renault 5 Turbo "Tour de Corse" Groupe B, puis 1989 et 1990 (copilote Daniel Grataloup) - Lancia Delta Integrale et 16v.
- 3e du championnat de France des rallyes en 1976 - Alpine A110 & Alpine A310, et en 1982 (copilote Françoise Sappey) - Renault 5 Turbo "Cévennes" Groupe 4

Note : il est l'unique pilote à avoir remporté « les 3 plus prestigieux rallyes du monde » ; le Tour de Corse (1986), le Monte-Carlo (1988) et le Paris-Dakar (1993), et il fait partie des 3 seuls pilotes, avec Jean-Luc Thérier et Jean-Marie Cuoq, à avoir remporté les titres nationaux en rallyes, « asphalte » et « terre ».

### Championnat du monde des rallyes
- Vainqueur du Tour de Corse 1986 (copilote Jean-François Fauchille) - Peugeot 205 T16 E2 Groupe B
- Vainqueur du Rallye Monte-Carlo 1988 (copilote Jean-François Fauchille) - Lancia Delta HF 4WD Groupe A
  - 2e du Tour de Corse 1985 (copilote Jean-François Fauchille) - Peugeot 205 T16 E2 Groupe B
  - 2e du San Remo 1987 (copilote Jean-François Fauchille) - Lancia Delta HF 4WD Groupe A
  - 3e du Rallye de l'Acropole 1986 (copilote Jean-François Fauchille) - Peugeot 205 T16 E2 Groupe B
  - 3e du Tour de Corse 1988 (copilote Jean-François Fauchille) - Lancia Delta Integrale Groupe A
  - 3e du Monte-Carlo 1989 (copilote Jean-François Fauchille) - Lancia Delta Integrale Groupe A
  - 4e du Tour de Corse 1980 (copilote "Tilber") - Renault 5 Turbo Groupe 4
  - 4e du Rallye de Côte d'Ivoire 1982 (copilote Daniel Le Saux) - Renault 5 Turbo "Cévennes" Groupe 4
  - 4e du Tour de Corse 1990 (copilote Daniel Grataloup) - Lancia Delta Integrale 16S Groupe A
  - 5e du Rallye de Monte-Carlo 1982 (copilote Françoise Sappey) - Renault 5 Turbo Groupe 4
  - 5e du Tour de Corse 1982 (copilote Françoise Sappey) - Renault 5 Turbo Groupe 4
  - 5e du Tour de Corse 1983 (copilote Chris Williams) - Renault Turbo "Corse" Groupe B
  - 5e du Rallye de Monte-Carlo 1985 (copilote Jean-François Fauchille) - Peugeot 205 Turbo 16 Groupe B

### Championnat d'Europe des rallyes
- 1er au Rallye Villa de Llanes 1985 (Cht Europe et Espagne, copilote Jean-François Fauchille) - Peugeot 205 T16 Groupe B
- 1er Rallye Catalunya-Costa Brava 1988 (copilote Jean-François Fauchille) - Lancia Delta HF 4WD Groupe A
- 1er Boucles de Spa 1990 (copilote Daniel Grataloup) - Lancia Delta Intégrale 16V Groupe A
  - 2e des 24 Heures d'Ypres1987 (copilote Jean-François Fauchille) - Lancia Delta HF 4WD Groupe A
  - 2e du Val d'Aosta Rally 1986 (Cht Europe et Italie, copilote Jean-François Fauchille) - Peugeot 205 T16 E2 Groupe B

### Championnat de France des rallyes
- 1er Rallye du Mont-Blanc 1974 - Alpine A110 1800
- 1er Rallye de Saint-Amand les Eaux 1974 - Alpine A110 1800
- 1er Rallye Lyon-Charbonnières 1981 - Renault 5 Turbo Groupe 4
- 1er Rallye de Lorraine 1981 - Renault 5 Turbo Groupe 4
- 1er Rallye du Mont-Blanc 1981 et 1982 - Renault 5 Turbo Groupe 4
- 1er Rallye des Garrigues (Cht France et Europe) 1982 - Renault 5 Turbo Groupe 4
- 1er Critérium Alpin 1983 - Renault 5 Turbo "Tour de Corse" Groupe B
- 1er Rallye Terre de Provence 1983 - Renault 5 Turbo "Tour de Corse" Groupe B
- 1er Tour de Corse 1986 (Cht France et monde) - Peugeot 205 Turbo 16 E2 Groupe B
- 1er Rallye des Garrigues (Cht France et Europe) 1989 - Lancia Delta Integrale Groupe A
- 1er Rallye du Rouergue 1989 - Lancia Delta Integrale Groupe A
- 1er Critérium des Cévennes 1989 - Lancia Delta Integrale et 1990 - Lancia Delta Integrale 16v Groupe A
- 1er Rallye du Mont-Blanc 1990 - Lancia Delta Integrale 16v Groupe A
- 1er Rallye du Var 1990 - Lancia Delta Integrale 16v Groupe A

### Championnat de France "Terre"
- 1er Rallye Terre de Provence 1990 et 1991 -  Lancia Delta Integrale 16v Groupe A
- 1er Rallye Terre des Cardabelles 1990 et 1991 - Lancia Delta Integrale 16v Groupe A

Autres victoires, reliées au Rallye Terre du Quercy :
- Rallye Tous Chemins du Quercy 1979 (Renault 5 Alpine Groupe 2), et Rallye Castine 1991 (Lancia Delta Integrale 16v Groupe A).

### Championnat de France de rallycross
- 1977 : Vice-champion et vainqueur de la Classe 1 (moins de 1 600 cm3) - Alpine-Renault A110. Victoires à, Quenne, Essay 1, Loheac, Essay 2, Usseau et Saint-Junien
- 1978 : Champion de France et vainqueur de la Classe 1 (moins de 1 600 cm3) - Alpine-Renault A110. Victoires à, Usseau, Dreux, Auxerre, Essay 1, Muret, Condat et Saint-Junien
- 1988 : Vice-champion - Lancia Delta S4

### Paris Dakar
Quatorze participations (8 sur Mitsubishi, 3 sur Volkswagen Touareg, 2 sur Ford Ranger Protruck et 1 sur Fiat Panda. (sa participation à l'édition 2008 du rallye, prévue sur BMW du Team X-Raid, est annulée à la suite de son annonce d'arrêter sa carrière en cours de saison), pour un palmarès de 1 victoire, 4 podiums et 15 victoires d'étapes.
- 1992 : 27e - Mitsubishi Pajero
- 1993 : 1er - Mitsubishi Pajero
- 1994 : abandon 11e étape - Mitsubishi Pajero
- 1995 : 2e - Mitsubishi Pajero
- 1996 : 7e - Mitsubishi Pajero
- 1997 : 3e - Mitsubishi Pajero
- 1998 (Paris-Dakar) : 3e - Mitsubishi Pajero
- 2000 : 7e (3e en catégorie T3) - Ford-Ranger Protruck
- 2001 (Paris-Dakar) : 13e - Ford Ranger Protruck
- 2002 : abandon 8e étape - Ford Ranger Protruck
- 2004 : 6e - Volkswagen Race Touareg
- 2005 : 5e - Volkswagen Race Touareg
- 2006 (Lisbonne-Dakar) : 8e - Volkswagen Race Touareg
- 2007 : abandon 5e étape - Fiat Panda 4x4 Cross "PanDakar"

### Rallye-Raid
Vainqueur du rallye de Tunisie 2001 (copilote Thierry Delli-Zotti) - Ford Ranger Protruck
Vainqueur de la Coupe du monde des rallyes tout-terrain en 2005 - Volkswagen Race Touareg